# حمض الهيبوفسفوريك
حمض الهيبوفوسفوريك هو حمض أكسجيني للفوسفور صيغته H4P2O6، ويوجد على شكل صلب بلوري أبيض اللون، وهو يوجد غالباً على شكل ثنائي هيدرات H4P2O6·2H2O.
يطلق على أملاح هذا الحمض اسم هيبوفوسفات.

## التحضير
يستحصل على هذا الحمض عن طريق ملحه الصوديومي، وذلك بتفاعل الفوسفور الأحمر مع كلوريت الصوديوم عند درجة حرارة الغرفة.
{\displaystyle {\ce {2 P + 2 NaClO2 + 2 H2O -> Na2H2P2O6 + 2 HCl}}}
ثم يمرر ملح ثنائي الصوديوم على مبادل أيوني للحصول على الشكل المائي من الحمض H4P2O6·2H2O.

## الخواص
هذا الحمض قادر على إعطاء أربعة بروتونات، ويكون لثوابت تفكك الحمض القيم التالية: pKa1 = 2.2 و pKa2 = 2.8 و pKa3 = 7.3 و pKa4 = 10.0.
تكون حالة الأكسدة للفوسفور في هذا الحمض +4، بالتالي فله خواص مؤكسدة. لا يبدي هذا الحمض استقراراً في محاليل حمض الهيدروكلوريك المركزة، إذ يتفكك إلى حمض الفوسفوروز وحمض الفوسفوريك.
تبلغ طول الرابطة P−P في هذا الحمض مقدار 219 بيكومتر، أما طول الرابطة P−O فيبلغ 151 بيكومتر، في حين للرابطة P−OH طول مقداره 159 بيكومتر.